# راتينجية مارتينيز
الراتنج المارتينيزي نوع شجري يتبع جنس الراتينجية من الفصيلة الصنوبرية.

## البيئة والانتشار
ينتشر في شمال شرق المكسيك.